# 14 Dywizja Pancerna (ZSRR)
14 Dywizja Pancerna (ros. 14-я танковая дивизия) – radziecka dywizja pancerna z okresu II wojny światowej.
14 Dywizja Pancerna sformowana została w czerwcu 1940 na bazie 55 Brygady Czołgów Lekkich. Po ataku 22 czerwca 1941 wojsk III Rzeszy i państw satelickich na Związek Radziecki, wchodziła w skład 7 Korpusu Zmechanizowanego 20 Armii i brała udział w jego obronie. W czasie walk pod Witebskiem służący w 14 DPanc. por. Jakow Dżugaszwili, syn Józefa Stalina dostał się do niemieckiej niewoli. Jakow Dżugaszwili dowodził baterią w 14 pułku haubic należącym do 14 DPanc. Rozformowanie Dywizji nastąpiło 19 sierpnia 1941, a wchodzące w jej skład pododdziały zostały włączone w skład innych jednostek.

## Dowódcy 14 Dywizji Pancernej
- płk Andriej Sztiewniew (1940 – 22 czerwca 1941),
- płk Iwan Wasiljew[1] (23 czerwca 1941 – 29 sierpnia 1941)[3].